# Réfrigération (conservation)
La réfrigération peut consister à abaisser la température dans un espace donné et permettant de maintenir des produits à une température suffisamment basse pour les conserver. Le froid stoppe la croissance bactérienne, ralentit les réactions chimiques indésirables et les denrées alimentaires ont une durée de consommabilité accrue.

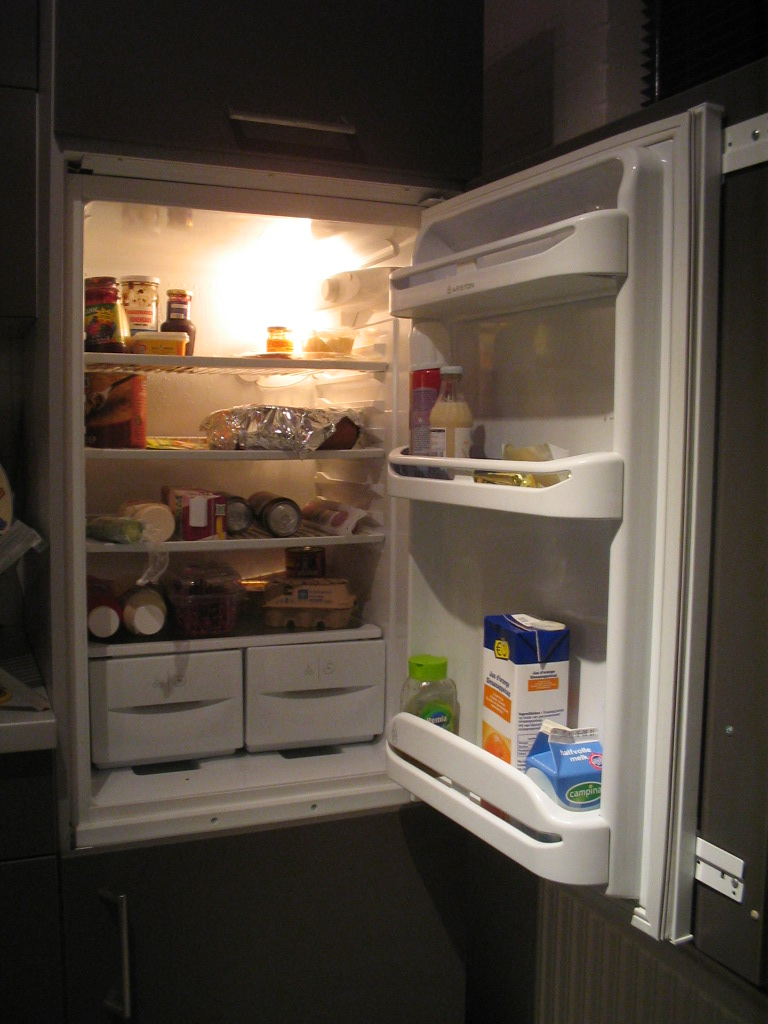
Un réfrigérateur domestique

## Congélation et surgélation
Mis au point par le français Charles Tellier, ces deux procédés immobilisent l’eau de constitution sous forme de cristaux de glace. On parle de congélation pour de température autour de −26 °C, et de surgélation pour des températures allant de −135 °C à −196 °C.

### Congélation lente
Celle-ci est utilisée pour les grosses pièces ou pour la congélation domestique.

### Surgélation ou congélation ultra rapide
Elle consiste à franchir très rapidement la zone de cristallisation maximum (-1 à −5 °C) et à amener la température à −18 °C.
Pour des températures inférieures au point de fusion de l'eau, on parle de Congélation